# КК Интер Братислава
КК Интер Братислава (слч. BK Inter Bratislava) је словачки кошаркашки клуб из Братиславе. Тренутно се такмичи у Првој лиги Словачке.

## Историја
Клуб је основан 1963. године. Освојио је девет титула националног првака.
У сезонама 1979/80, 1980/81, 1983/84. и 1985/86. играо је у ФИБА Купу европских шампиона. У сезонама 1981/82. и 1982/83. стизао је до четвртфинала ФИБА Купа победника купова. У Купу Радивоја Кораћа најбољи резултати клуба били су пласмани међу 16 најбољих. У сезони 2015/16. био је учесник ФИБА Купа Европе, али је елиминисан већ у првој групној фази.

## Успеси

### Национални
- Првенство Чехословачке:
  - Првак (4): 1979, 1980, 1983, 1985.

- Првенство Словачке:
  - Првак (5): 1996, 2013, 2014, 2017, 2019.
  - Вицепрвак (4): 1999, 2000, 2007, 2008.

## Познатији играчи
- Миљан Ракић
- Вујадин Суботић
- Само Удрих